# 非洲野猪属
非洲野猪属（学名：Potamochoerus），是偶蹄目猪科的一属，分布于撒哈拉以南非洲，包括2种：
- 假面野猪（叢林豬）（Potamochoerus larvatus）
- 非洲野猪（红河猪）（Potamochoerus porcus）